# بارسمانس
بارسمانَس یکی از بزرگان و اسپهبدان شاهنشاهی ساسانی بود. او برای شرکت در نبرد دارا در سال ۵۳۰ در برابر امپراتوری بیزانس به رهبری بلیساریوس شناخته شده‌است. بارسمانس در این نبرد پس از پیروز فرمانده دوم بود و در آنجا کشته شد. به گفته پروکوپیوس او یک چشم خویش را از دست داده بود.